# Джексон, Уилфред
Уи́лфред Дже́ксон (англ. Wilfred Jackson; 24 января 1906[…], Чикаго, Иллинойс — 7 августа 1988[…], Бальбоа-Айленд) — американский аниматор, аранжировщик, композитор и режиссёр.

## Карьера
Джексон с детства увлекался мультфильмами. Во время учёбы в колледже Otis College of Art and Design в 1928 году он обратился к Уолту Диснею и предложил оплатить ему «обучение» за опыт обучения анимации. Его мастерство не произвело впечатления на молодого продюсера.
Когда Дисней предложил сделать «Пароходик Вилли» (1928) в звуке, Джексон, который любил играть на губной гармошке, доказал, что это возможно, разработав первый метод синхронизации, который связывал скорость фильма с музыкальными ударами метронома.
Он продолжил помогать и быстро стал режиссёром короткометражных фильмов. Вышел на пенсию в 1961 году. В 1953 году Уилфред Джексон перенес сердечный приступ. В 1959 году Джексон взял длительный отпуск, который закончился его официальной отставкой в 1961 году.
Посмертно был назван легендой Диснея в 1998 году.

## Фильмография

### Режиссёр
- 2001 — «American Legends»
  - «Johnny Appleseed»
- (1954—1991) — «Великолепный мир цвета»/Disneyland
  - 1959 — «Toot, Whistle, Plunk, and Boom»
  - 1958 — «An Adventure in Art»
  - 1957 — «Adventures in Fantasy»
  - 1957 — «Four Fabulous Characters»
  - 1957 — «Tricks of Our Trade»
  - 1956 — «The Plausible Impossible»
  - 1956 — «The Great Cat Family»
  - 1956 — «Our Unsung Villains»
  - 1955 — «The Story of the Animated Drawing»
  - 1955 — «The Pre-Opening Report from Disneyland/A Tribute to Mickey Mouse»
  - 1955 — «Cavalcade of Songs»
  - 1954 — «Alice in Wonderland»
  - 1954 — «The Disneyland Story»
- 1958 — «4 Artists Paint 1 Tree: A Walt Disney 'Adventure in Art'»
- 1955 — «Dateline: Disneyland»
- 1955 — «Леди и Бродяга»/Lady and the Tramp
- 1953 — «Питер Пэн»/Peter Pan
- 1952 — «Маленький дом»/The Little House
- 1951 — «Алиса в Стране чудес»/Alice in Wonderland
- 1950 — «Золушка»/Cinderella
- 1948 — «Время мелодий»/Melody Time
- 1948 — «Яблочник Джонни»/The Legend of Johnny Appleseed
- 1946 — «Песня Юга»/Song of the South
- 1946 — «A Feather in His Collar»
- 1942 — «Aquarela do Brasil»
- 1942 — «Салют, друзья!»/Saludos Amigos
- 1942 — «The New Spirit»
- 1941 — «Дамбо»/Dumbo
- 1941 — «Золотые яйца»/Golden Eggs
- 1940 — «Фантазия»/Fantasia
- 1940 — «Пиноккио»/Pinocchio
- 1938 — «Матушка Гусыня едет в Голливуд»/Mother Goose Goes Hollywood
- 1937 — «Белоснежка и семь гномов»/Snow White and the Seven Dwarfs
- 1937 — «Старая мельница»/The Old Mill
- 1937 — «Лесное кафе»/Woodland Café
- 1936 — «Ещё про котят»/More Kittens
- 1936 — «Деревенский кузен»/The Country Cousin
- 1936 — «Возвращение черепахи Тоби»/Toby Tortoise Returns
- 1936 — «Соперник Микки»/Mickey’s Rival
- 1936 — «Слон Элмер»/Elmer Elephant
- 1936 — «Большая опера Микки»/Mickey’s Grand Opera
- 1935 — «Музыкальная страна»/Music Land
- 1935 — «В саду у Микки»/Mickey’s Garden
- 1935 — «Water Babies»
- 1935 — «Концерт оркестра»/The Band Concer
- 1935 — «Черепаха и Заяц»/The Tortoise and the Hare
- 1934 — «Богиня весны»/The Goddess of Spring
- 1934 — «Странные пингвины»/Peculiar Penguins
- 1934 — «Маленькая мудрая курочка»/The Wise Little Hen
- 1934 — «Веселые зайчата»/Funny Little Bunnies
- 1934 — «Кузнечик и муравьи»/The Grasshopper and the Ants
- 1934 — «Посудная лавка»/The China Shop
- 1933 — «Ночь перед Рождеством»/The Night Before Christmas
- 1933 — «The Pet Store»
- 1933 — «Дудочник в пёстром костюме (Гамельнский крысолов)»/The Pied Piper
- 1933 — «Колыбельная страна»/ Lullaby Land
- 1933 — «Puppy Love»
- 1933 — «Механический человек Микки»/Mickey’s Mechanical Man
- 1933 — «Лодка отца Ноя»/Father Noah’s Ark
- 1933 — «Mickey's Mellerdrammer»
- 1932 — «Мастерская Санта Клауса»/Santa’s Workshop
- 1932 — «Ребенок Клондайка»/The Klondike Kid
- 1932 — «Touchdown Mickey»
- 1932 — «The Whoopee Party»
- 1932 — «Микки в Аравии»/Mickey in Arabia
- 1932 — «Musical Farmer»
- 1932 — «Медведи и пчёлы»/The Bears and Bees
- 1932 — «Ревю Микки»/Mickey’s Revue
- 1932 — «The Barnyard Olympics»
- 1932 — «The Grocery Boy»
- 1932 — «Птичий магазин»/The Bird Store
- 1931 — «Гадкий утёнок»/The Ugly Duckling
- 1931 — «Охота на лис»/The Fox Hunt
- 1931 — «The Spider and the Fly»
- 1931 — «Магазин часов»/The Clock Store
- 1931 — «Египетские мелодии»/Egyptian Melodies
- 1931 — «The Cat's Out»
- 1931 — «The China Plate»
- 1931 — «Отверженный»/The Castaway
- 1930 — «Midnight in a Toy Shop»
- 1929 — «Глупости Микки»

### Аниматор
- 1931 — «Вечеринка на день рождения»/The Birthday Party
- 1930 — «Playful Pan»
- 1930 — «Дни первопроходцев»/Pioneer Days
- 1930 — «Winter»
- 1930 — «Пикник»/The Picnic
- 1930 — «Тайна гориллы»/The Gorilla Mystery
- 1930 — «Обезьяньи мелодии»/Monkey Melodies
- 1930 — «Заключённые»/The Chain Gang
- 1930 — «Ночь»/Night
- 1930 — «Midnight in a Toy Shop»
- 1930 — «Бойцы с огнем»/The Fire Fighters
- 1930 — «Резвящаяся рыба»/Frolicking Fish
- 1930 — «Каперсы каннибала»/Cannibal Capers
- 1930 — «Autumn»
- 1929 — «Танец скелетов»/The Skeleton Dance
- 1929 — «Деревенский парень»/The Plowboy
- 1928 — «Пароходик Вилли»/Steamboat Willie

### Композитор
- 1928 — «Пароходик Вилли»/Steamboat Willie

### Саундтрек
- 1992 — «The Music of Disney: A Legacy in Song»
  - «Turkey in the Straw»

### Собственное появление
- (1954—1991) — «Великолепный мир цвета»/Disneyland
  - 1954 — «A Story of Dogs»

## Награды и номинации
- 1999 — премия Легенды Диснея
- 1983 — премия Уинзора Маккея
- 1960 — номинирован на премию Золотой медведь (Золушка)
- 1953 — номинирован на премию Золотая пальмовая ветвь (Питер Пэн)
- 1951 — премия Золотой медведь за лучший мюзикл (Золушка)
- 1951 — приз зрительских симпатий — Большая бронзовая пластина (Золушка)
- 1951 — номинирован на премию «Хьюго» за лучшую постановку (Золушка)[4]
- 1951 — номинирован на премию Золотой лев (Алиса в Стране чудес)
- 1950 — номинирован на премию Золотой лев (Золушка)
- 1938 — номинирован на Кубок Муссолини за лучший зарубежный фильм (Белоснежка и семь гномов)